# Ipari Épülettervező Vállalat

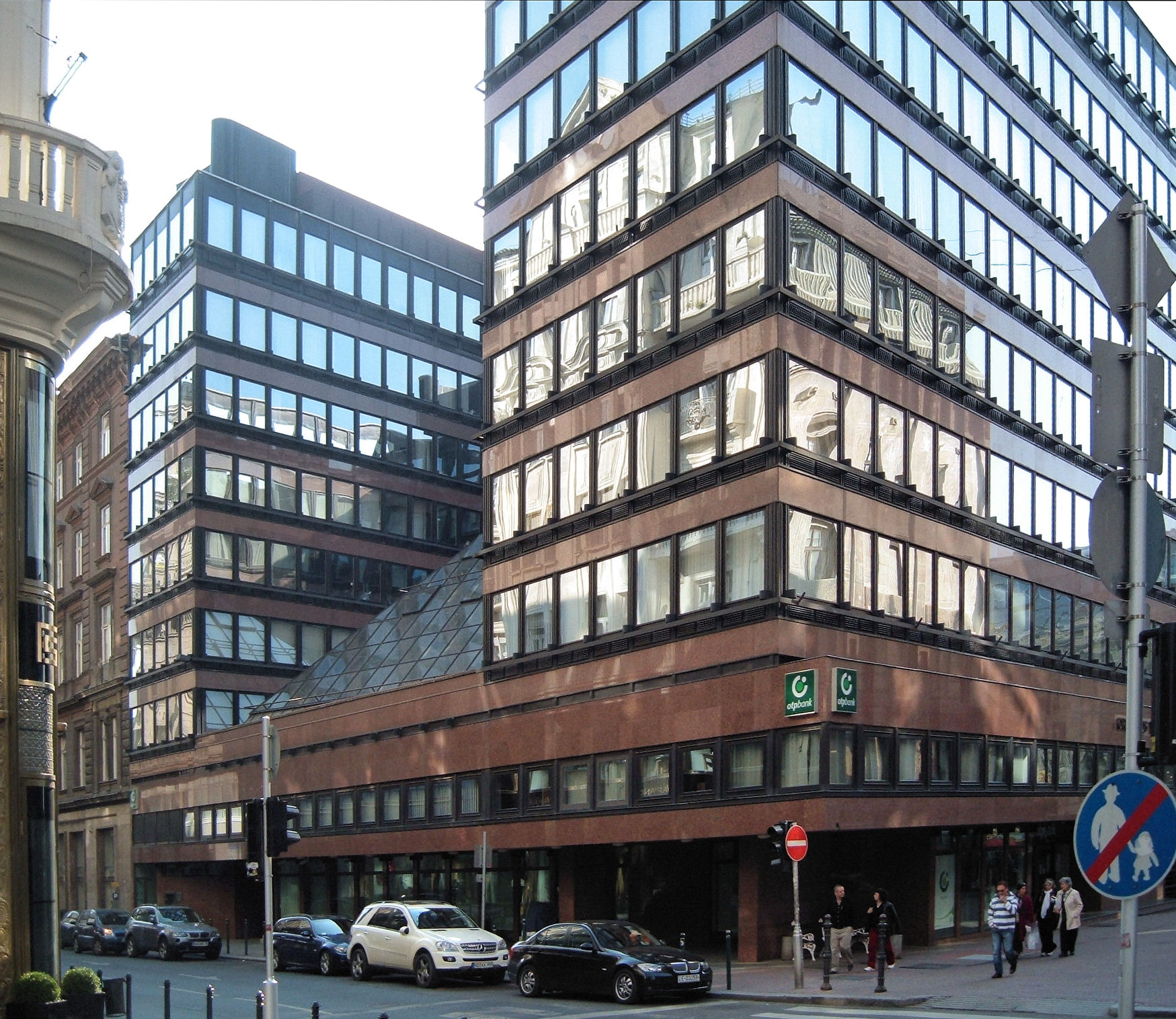
Gulyás Zoltán: Chemolimpex-székház, Budapest (1960-as évek)

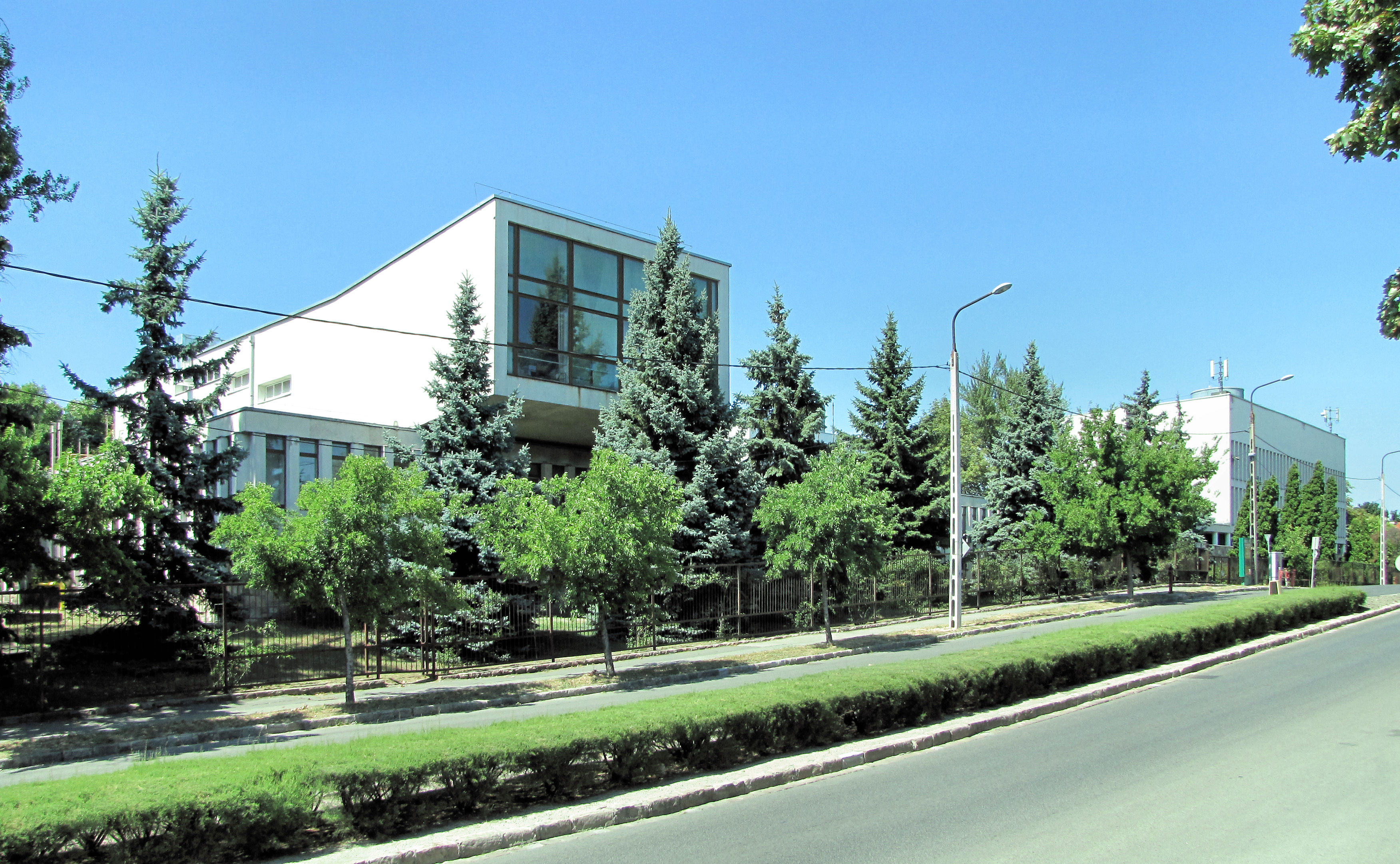
Hóka László: MTA Központi Kémiai Kutató Intézet, Budapest (1960-63)

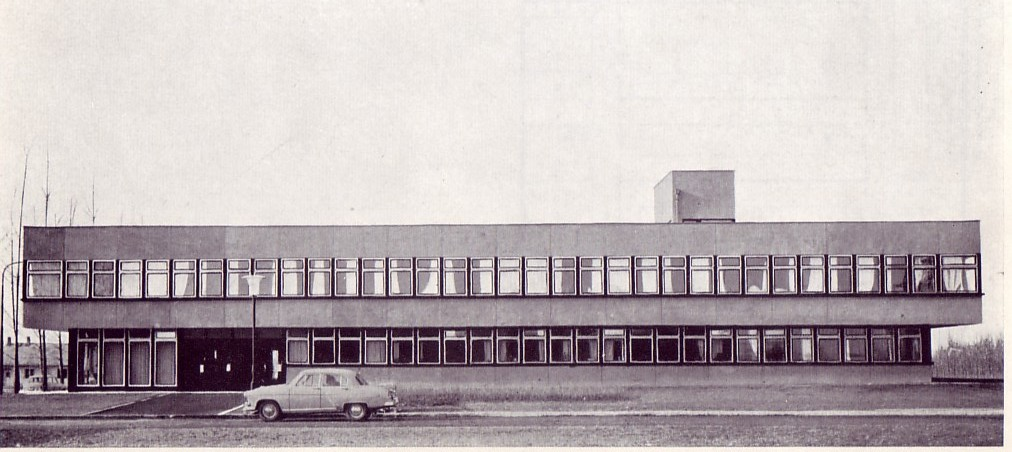
Rimanóczy Jenő: Mezőgazdasági Kutató Intézet, Nyíregyháza (1963-66)

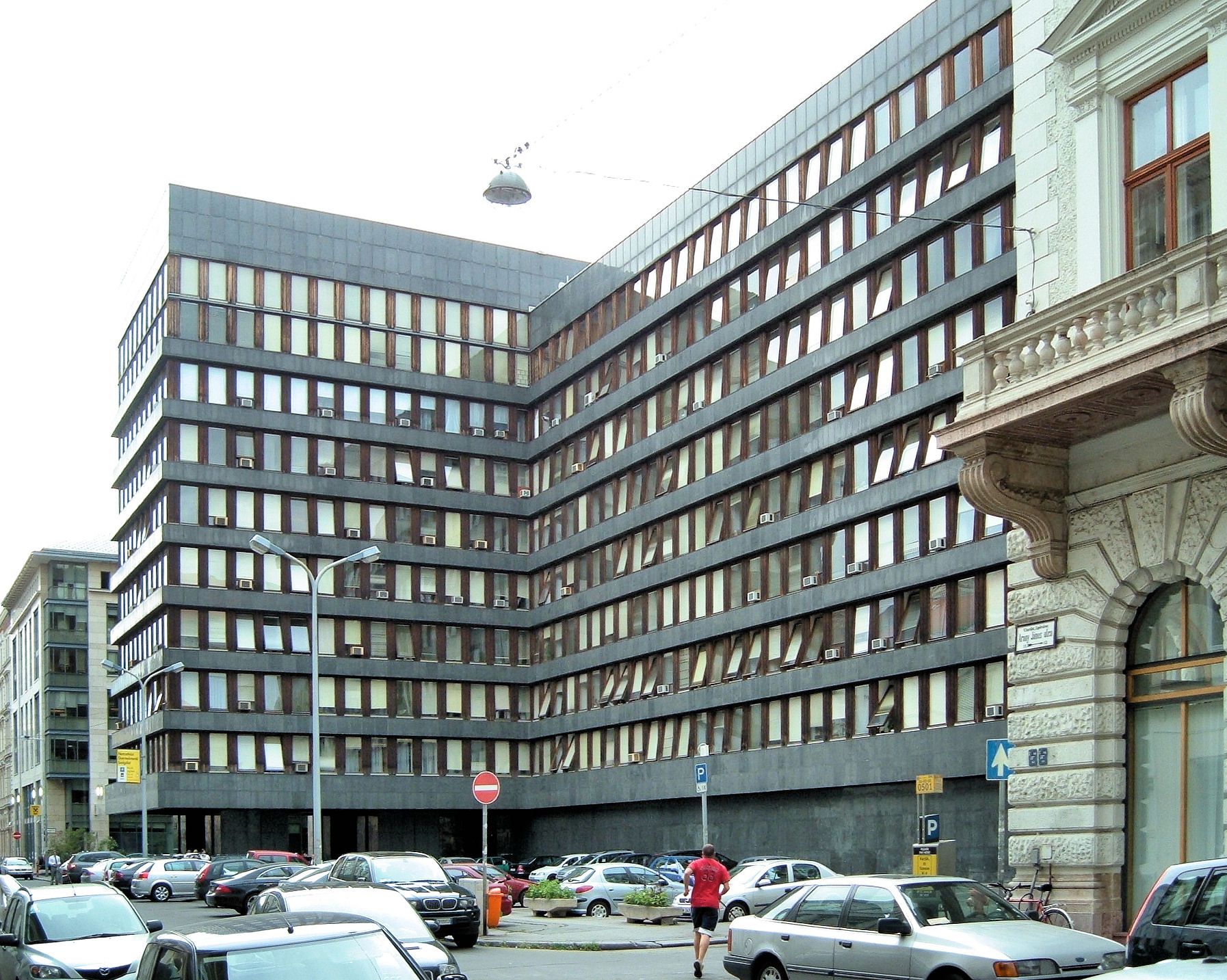
Hóka László: Országos Tervhivatal Székháza, Budapest (1966-68)

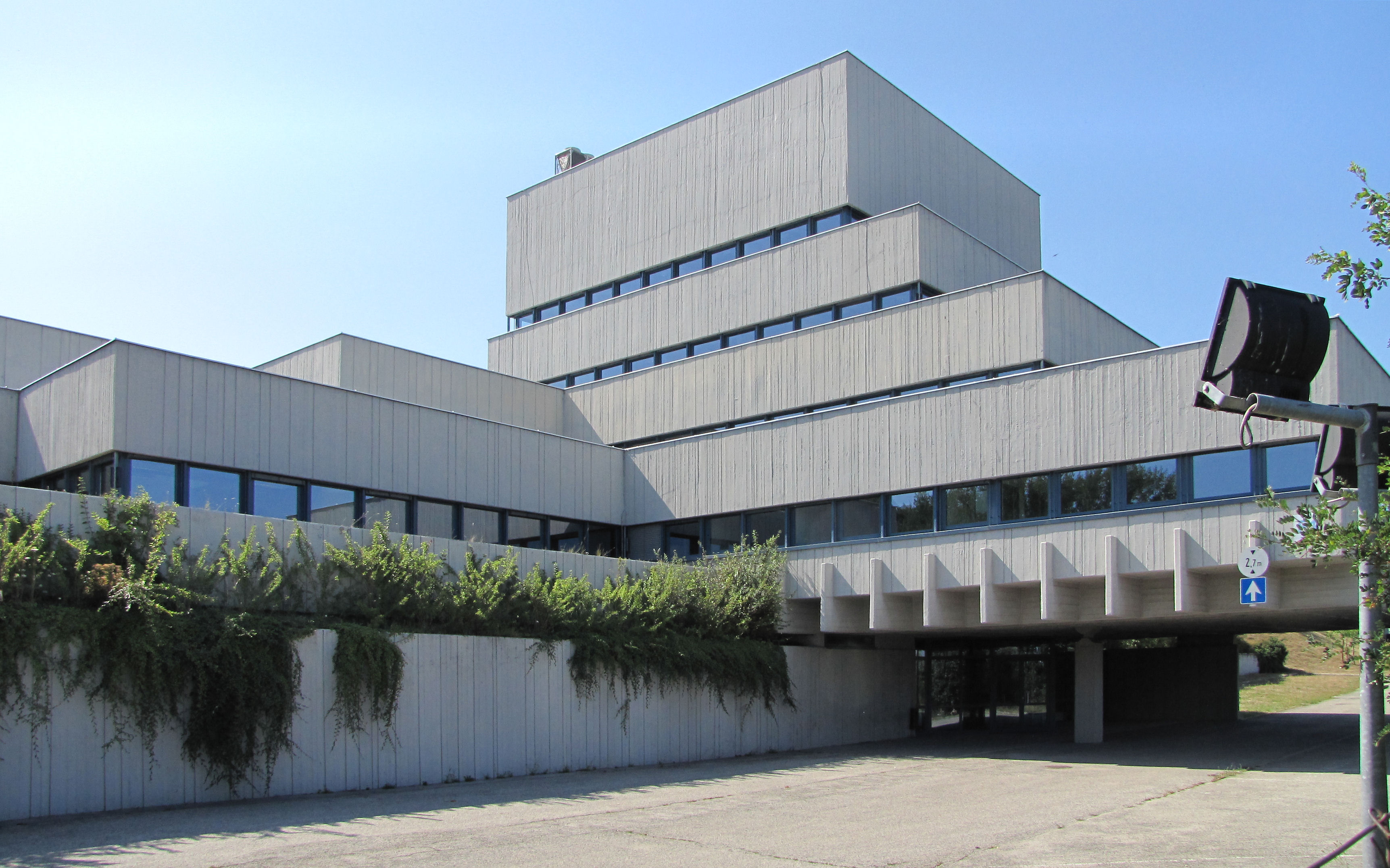
Csíkvári Antal: Radelkis (később Ericsson) irodaépület, Budapest (1978)

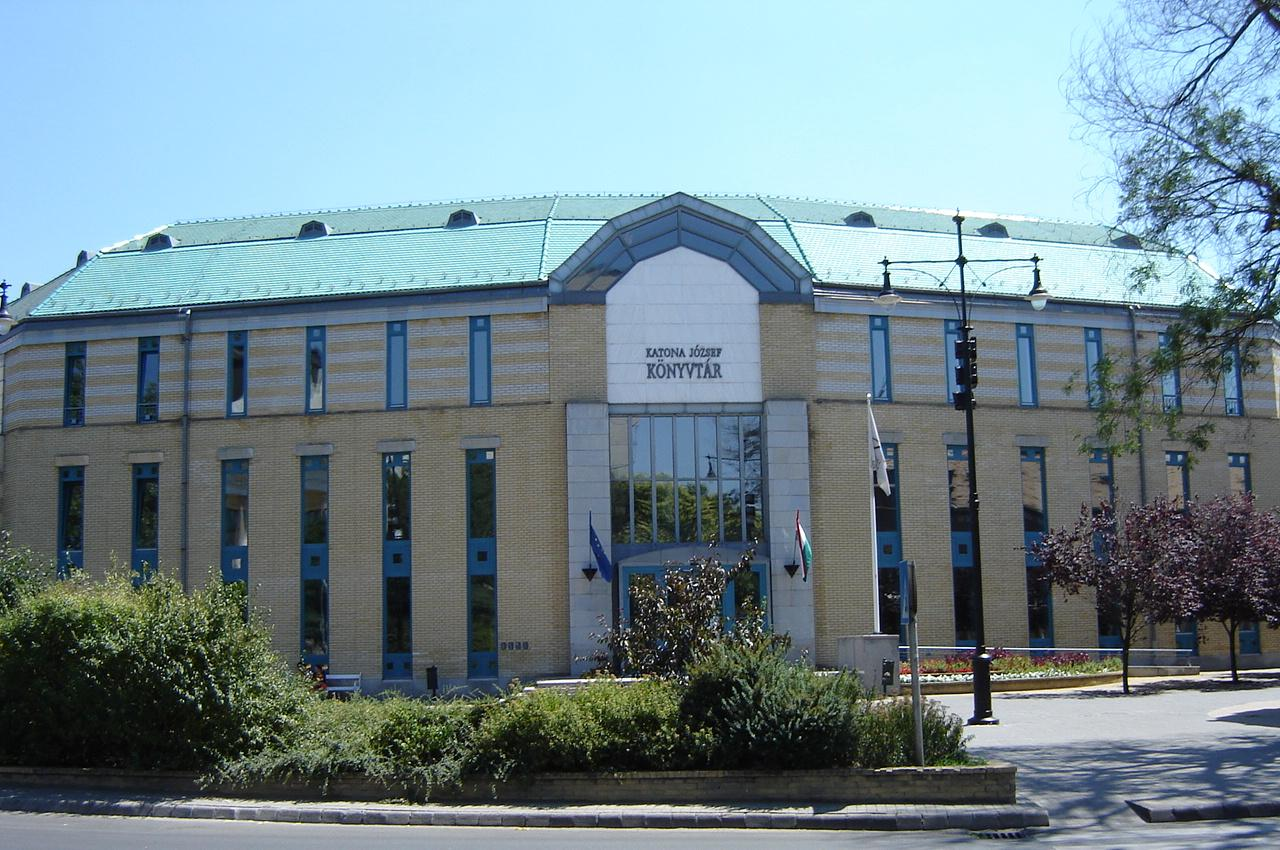
Major György - Mátrai Péter: Megyei Könyvtár, Kecskemét (1996)

Az Ipari Épülettervező Vállalat (rövidítve: Iparterv) 1948 óta működő magyarországi építésziroda. Az 1950-es évektől vezető, az ipari építészetre specializálódott állami építészműhely, 1991-ben privatizálták, ma magánkézben működik.

## Története

### A megalakulás és az ötvenes évek
Az Ipari Épülettervező Intézet 1948 végén, Rudnai Gyula igazgatásával alakult meg az ugyanabban az évben létrejött Állami Építéstudományi Központ II. Ipari Építési Osztályából. 1949 októberében kettévált, Nehézipari Épülettervező Iroda és Könnyűipari Tervező Iroda néven működött 1950 szeptemberéig, ekkor a két irodát újra egyesítették Ipari Épülettervező Vállalat néven. Igazgatója 1949-1953 között Lux László volt, főmérnöke 1949-1951 között dr. Major Sándor, majd dr. Szendrői Jenő.
Az állami nagyvállalattá duzzadt építészirodában szakosított tervező szervezetek működtek:
- 1. számú Bánya- és Kohóipari Tervező Iroda (vezető: Miskolczi László)
- 2. számú Gép- és Vegyipari Tervező Iroda (vezető: Dr. Szendrői Jenő)
- 3. számú Általános Ipari Épülettervező Iroda (vezető: Fenyves István)
- 4. számú Könnyű- és Műszeripari Épülettervező Iroda (vezető: Málik József)
- 5. számú Ipari Területrendezési Iroda (vezető: Képes Endre)
- 6. számú Előregyártott Ipari Épülettervező Iroda (1951-től, vezető: Mátrai Gyula)
- 7. számú Mezőgazdasági Épülettervező Iroda (1954-től)
- 8. számú Mezőgazdasági Ipari Tervező Iroda (1954-től)

A műszaki és a pénzügyi osztály, a grafikai és a modellező műhely, valamint a kiszolgáló szervezetek (könyvtár, dokumentáció, sokszorosítás) a központi irányításhoz tartoztak. A vállalat székhelye a budapesti Deák Ferenc utcában, egy 1950-ben elkészült irodaházban volt, létszáma az 1950-es évek elején megközelítette az 1300 főt.
Az 1950-es évek erőltetett iparfejlesztése hatalmas szaktervezői segédletet követelt, így 1953-ban az építésügyi miniszter létrehozta a 2., a 3. és a 4. számú, önállóan működő Ipari Épülettervező Vállalatokat. A már működő cég elnevezése 1. számú Ipari Épülettervező Vállalatra változott. Hamarosan azonban a 3. és a 4. vállalatot összevonták, majd 1954 októberében mindhárom új céget az elsőbe olvasztották be, amely ekkor az Ipari és Mezőgazdasági Tervező Vállalat nevet kapta, amelyet egészen 1967. december 31-ig használt (ekkor visszaváltott az eredeti elnevezésre).
Az 1950-es években, Szendrői Jenő (1953-57), majd Takács Gyula (1957-79) vezetése alatt az IPARTERV a modern építészet hívei, a szocialista realizmus kényszerét elfogadni nem hajlandó építészek menedékévé vált. Olyan, már a két világháború között nevet szerzett építészek és mérnökök dolgoztak a vállalatnál, mint Hajós Alfréd, Medgyaszay István, Lauber László, Gerlóczy Gedeon vagy Dávid Károly. A korszak meghatározó ipari emlékei közé tartoznak vállalat két vezető mérnökének munkái, például a sajószentpéteri Borsodi Erőmű (Mátrai Gyula, 1952), a kazincbarcikai Sóraktár (Gnädig Miklós, 1952). Bár az ipari építészetben kevéssé számított a politikai vezetés által elvárt stílus, bizonyos kiemelt beruházásoknál nem lehetett eltekinteni ettől; az építészeti szocialista realizmus látványos példája a sztálinvárosi Vasmű igazgatósági épülete (Lauber László – Szendrői Jenő, 1954).
Az ötvenes években az Iparterv meghatározó munkáit jelentették a bányászati, nehézipari, vegyipari létesítmények, az erőművek, a mezőgazdasági létesítmények (begyűjtő tárházak, tejüzemek, kenyérgyárak, hűtőházak, borgazdasági üzemek), az elektromos infrastruktúra elemei (transzformátorállomások). A mennyiség növelése érdekében számos épülettípusra előre gyártott rendszert terveztek; ezek a technológiák nemzetközi érdeklődést váltottak ki. A magyar ipari építészet és építéstechnológia ebben az időszakban világszínvonalra emelkedett; ezt az Union Internationale des Architectes (UIA) 1961-ben az Auguste Perret-ről elnevezett Perret-díjjal ismerte el. A díj hivatalos indoklása szerint „az Iparterv az elmúlt 12 év folyamán figyelemre méltó eredményeket ért el az ipari és mezőgazdasági beruházások céljait szolgáló nagyelemek előregyártása és a nagyüzemi építkezés rendszeres műszaki fejlesztése terén. Ezzel új utat nyitott az építkezés gazdaságosságának és észszerűsítésének kutatásában, de nem tévesztette szem elől a minőség elengedhetetlen feltételét sem.”
1956-tól az iparfejlesztés iránya fordulatot vett, ezt a országos nagyberuházásoknak több mint felét kezelő Iparterv szerkezetének változása is követte. A 7. számú irodát 1958-ban a 8. számúba olvasztották; helyette létrejött a 7. számú Vasszerkezeti Osztály, majd 1960-ban a 9. számú Radiológiai Osztály, 1961-ben a 10. számú Árelemzési és Organizációs Iroda, 1964-ben a 11. számú Közmű és Mélyépítési Iroda. Az 1960-as években több technológiai részleget az Építéstudományi Intézethez helyeztek át.

### Az 1960-as - 1970-es években
Az ötvenes-hatvanas években számos, később meghatározóvá vált építészi pálya indult az Ipartervnél, a neves mesterek gyámsága alatt. Szendrői Jenő a Mesteriskola vezetőjeként később utódjává váló Arnóth Lajossal közösen tervezte a Budapesti Híradástechnikai Gyárat (1963), Emődy Attila az orosházai Magtisztítót (1959-61). A tevékenység már ekkor sem korlátozódott az ipari épületekre, jó példa erre Gulyás Zoltán Budapest-Fehérvári úti lakóháza (1957-59), Rimanóczy Jenő Bp.-Maros utcai OTP-társasháza (1961-65), vagy Mináry Olga lakóházai (Bp.-Ménesi út, 1960-63; Vérhalom út, 1961-64). Itt tervezik a Balatoni Regionális Fejlesztési Terv számos megvalósult elemét, mint a badacsonyi Tátika étterem és a poharazó (Callmeyer Ferenc, 1962 és 1957) vagy a tihanyi motel (Polónyi Károly, 1959-61) és a hajóállomás (Bérczes István, Gnädig Miklós, 1960). Az Ipartervben készültek a Kőbánya Mozi (Mühlbacher István és Molnár Péter, 1964) tervei éppúgy, mint számos vállalati székház tervei. Néhány példa: az Országos Tervhivatal székháza, Budapest (Hóka László, 1966-68); Energiagazdálkodási Intézet székháza, Budapest (Molnár Péter, 1967-68); Magyar Alumíniumipari Tröszt székháza (Mináry Olga, 1964-67); Chemolimpex-székház (Gulyás Zoltán, 1967). Számos tudományos intézet otthona is az Ipartervben került papírra: Vas- és Fémipari Kutatóintézet, Budapest (Szendrői Jenő, 1950-51); MTA Központi Kémiai Kutató Intézet, Budapest (Hóka László, 1960-63); Központi Orvostudományi Kutató Intézet, Budapest (Kemper Ervin, 1961-65); Mezőgazdasági Kísérleti Intézet, Nyíregyháza (Rimanóczy Jenő, 1963-66). Csaba László az Iparterv építészeként kerül kapcsolatba a hollóházai egyházközséggel, így itt tervezte a szocialista Magyarország első jelentős katolikus templomát 1965-67 között.
A hatvanas években az előregyártás mellett a tipizálás, azaz a méretegységesítés jelentette az ipari tervezés legfontosabb kihívását. Ez lehetőséget adott az ipartelepek tömbösítéséhez, illetve a vasbeton-építészet terén a típus-zsaluelemek kifejlesztéséhez. A házgyári rendszerek és eljárások, illetve a könnyűszerkezetes építési programok kidolgozásában is részt vett az Iparterv. Az ötvenes években indult exporttevékenység is folyt; számos épületet terveztek Észak-Afrikába (elsősorban Algériába) illetve a Német Demokratikus Köztársaságba.
Az 1970-es évek végén a vállalat létszáma 950 fő körül mozgott; a meghatározó tervezők között voltak Lázár Antal, Reimholz Péter, Kévés György, Csíkvári Antal, Sylvester Ádám és Molnár Péter nevét. Az ekkortájt tervezett ipari létesítmények közül kiemelkedik a Paksi atomerőmű I-II. blokkja (Szittya Béla, Börcsök László), a Budapesti Hulladékégető (Lázár Antal, Pálya Antal, Nagy József), vagy a székesfehérvári Könnyűfémmű hengerműve.
A hetvenes évek végén a vállalatot újraszervezték, a korábbi számok helyett A-tól E-ig betűjeleket viselő irodák alakultak. 1979-ben Fülöp Imre lett az igazgató.

### A nyolcvanas évektől napjainkig
A nyolcvanas években az iroda létszáma csökkenésnek indult, az évtized közepén 500 fő körül stabilizálódott. 1987-ben a vállalat élére új igazgató került Szittya Béla személyében, aki 1991-ig töltötte be ezt a posztot. A nyolcvanas évek végén, mivel egyre több megrendelés került az állami tervezőiroda helyett az abból kivált és önálló műhelyt alakító építésztervezőkhöz, az Iparterv több, külföldi cégekkel közös vegyesvállalatot alakított.
1990-ben az Ipartervet, akárcsak a többi nagy állami tervezőcéget, állami felügyelet alá helyezték, kiköltöztették székházából, és megindult a privatizáció előkészítése. 1991. február 1-jén a Vállalati Tanács Borostyánkői Mátyást választotta igazgatónak, felügyeletével lezajlott a vállalat magánosítása. A részvények 85%-a magyar, 15%-a holland kézbe került. A privatizáció során hozzávetőlegesen 12 000 teljes épület, 20 000 tervezési munka és csaknem 100 000 terv, összesen 276 m³ tervanyag került jogutódlással átadásra Ipari Épülettervező Vállalat és/vagy Iparterv tervpecséttel ellátva, melyet 2014-ig a vállalat székhelyein tároltak és őriztek.
A megtartott ipari szakág mellett a kilencvenes évektől a vállalat egyre több más műfajú beruházást is végzett. Itt készültek például a tervek a  Holland Királyság budapesti nagykövetsége (Fred Dubbeling, Borostyánkői Mátyás, N. Bozsó Annamária, 1996), a budaörsi Városi Bíróság (Szandavári Csaba, 1992), a kecskeméti Bács-Kiskun Megyei Katona József Könyvtár (Major György, Mátrai Péter, 1996), a nagykovácsi Amerikai Nemzetközi Iskola (Annus Ferenc, Annus Annamária, Harmati Szilárd, Medek Gyula, 2000) épületéhez, vagy a budapesti Arany János Színház (ma Új Színház) felújításához (Wagner Péter, Kőnig Tamás, 1991). 2000 és 2013 között Borostyánkői Mátyás elnök-vezérigazgatóként vezette a ma hivatalosan Iparterv Zrt. nevű vállalatot. A kétezres évek munkái közé tartozik a pesthidegkúti francia gimnázium (2002), az oslói magyar nagykövetség átalakítása és bővítése (2004) vagy az etyeki Korda Filmstúdiók (2007-2008). 2013 óta Bartalus Szilárd az igazgató. A sikeres konszolidációt követően az átalakult gazdasági környezet következtében a vállalat jelentősen vesztett pozícióiból. A napjainkig tartó időszak tervezései közül kiemelkedik a székesfehérvári Alba Regia Sportcsarnok bővítése (Szarvas Aladár, 2013-2014), a Nemzetbiztonsági Szakszolgálat irodaépületének energetikai felújítása (Szarvas Aladár, Karli Gyula Sámuel 2013), a Nemzeti Adó- és Vámhivatal Kresz Géza utca 13-15 irodaépület felújítása (Bozsó Annamária, Nedelykov Ákos, 2014) a régi Ipari Minisztérium épületének bontása (IPARTERV, 2014), valamint a Az Egyesült Királyság budapesti nagykövetsége átalakítása (Bozsó Annamária, Nedelykov Ákos, 2015-2016).

## Érdekességek
Az Iparterv Vincze Pál tervei alapján épült Deák Ferenc utcai székházában 1968-69-ben többször kiállított egy avantgárd művészcsoport, amely ezekről a tárlatokról kapta az Iparterv-csoport nevet.